# Kijevsko vojvodstvo
Kijevsko vojvodstvo (ukrajinsko Київське воєводство, latinizirano: Kyivske voievodstvo, poljsko Województwo kijowskie, litovsko Palatinatus Kioviensis) je bilo od leta 1471 do 1569 administrativna enota Velike litovske kneževine in od leta 1569 do 1793 del Malopoljske province Krone kraljevine Poljske. Na nekaterih zemljevidih je bilo Kijevsko vojvodstvo imenovano tudi Spodnja Volinija. 
Vojvodstvo je bilo ustanovljeno leta 1471 po smrti zadnjega kijevskega kneza Simeona Olelkoviča in preoblikovanju Kijevske kneževine, apanažne kneževine Velike litovske kneževine, v Kijevsko vojvodstvo. 

## Opis
Vojvodstvo je bilo ustanovljeno leta 1471 po ukazu kralja Kazimirja IV. Jagela kmalu po smrti Simeona Olelkoviča. Nadomestilo je nekdanjo Kijevsko kneževino, ki so ji vladali litovsko-rusinski knezi Olelkoviči, sorodniki družin Algirdas in Olšanski.
Njegovo prvo središče je bil Kijev, ko je bilo mesto leta 1667 z Andrusovskim sporazumom predano Rusiji, pa se je glavno mesto preselilo v Žitomir (poljsko: Żytomierz), kjer je ostalo do leta 1793. 
Po površini je bilo največje vojvodstvo poljsko-litovske skupne države, ki je zajemalo tudi ozemlje Zaporoških kozakov.

## Lokalna uprava
Guverner vojvodstva je bil vojvoda. V Poljsko-litovski skupni državni sta bila še dva druga pomembna upravna položaja: kaštelan in kijevski škof. 

## Zastava in grb
Zastava je imela na eni strani litovskega viteza na rdečem polju in na drugi strani na belem polju črnega medveda z dvignjeno sprednjo levo taco.

## Deželni svet
Deželni svet (poljsko: Sejmik) je imel sedež v Žitomiru. 

### Generalni svet  za vse rusinske dežele
Generalni svet za vse rusinske dežele (poljsko: Sejmik generalny) je imel sedež v Sudova Višnji. 

### Regionalni sveti
Regionalni sveti (poljsko: Sejmik poselski i deputacki) so imeli sedeže v Kivah, Ovruču in Žitomiru.